# Lars Onsager
Lars Onsager, norveško-ameriški fizik in kemik, * 27. november 1903, Norveška, † 5. oktober 1976, ZDA.
Prvi veliki raziskovalni dosežek Larsa Onsagerja je bil popravek Debye-Hücklove teorije o elektrolitskih raztopinah, Peter Debye je bil nad njo tako navdušen, da ga je vzel za svojega asistenta na inštitutu Švicarske državne visoke tehniške šole (ETH Zürich). Onsager je najbolj znan po kasneje po njem imenovanih Onsagerjevih recipročnih enačbah, za katere je leta 1968 prejel Nobelovo nagrado za kemijo. Pomembne prispevke je dal tudi na področju statistične obravnave faznih prehodov trdnih snovi.